# Sphingius bilineatus
Espèce
Synonymes
- Sphingius barkudensis Gravely, 1931
- Sphingius delakharae Pawaria, Bodkhe, Kamble, Uniyal & Talwar, 2018

Sphingius bilineatus est une espèce d'araignées aranéomorphes de la famille des Liocranidae.

## Distribution
Cette espèce se rencontre en Inde et au Bangladesh.

## Description
La femelle décrite par Majumder et Tikader en 1991 mesure 4,5 mm.

## Systématique et taxinomie
Cette espèce a été décrite par Simon en 1906.
Sphingius barkudensis et Sphingius delakharae ont été placées en synonymie par Sankaran en 2025.

## Publication originale
- Simon, 1906 : « Arachnides (2e partie). Voyage de M. Maurice Maindron dans l'Inde méridionale. 8e Mémoire. » Annales de la Société entomologique de France, vol. 75, p. 279-314 (texte intégral).